# 普查区
普查区（Census division）是政府的普查部门为了统计分析而专门划定的区域，可能是：
- 加拿大人口普查区
- 美国人口调查局分区

|  | 这是一个同类索引条目，列出擁有相同或近似名稱的同類型項目。 若您循內部連結來到此頁面，請考慮修正該，將其指向正確的條目。 |